# 旭村 (千葉県東葛飾郡)
旭村（あさひむら）は千葉県の北西部、東葛飾郡に属していた村。

## 地理
- 河川：利根川

## 歴史
- 1889年（明治22年）4月1日 - 町村制施行により、目吹村、大殿井村、鶴奉村、横内村、柳沢新田、中根新田、宮崎新田の一部および花井新田の一部が合併し東葛飾郡旭村が成立する。

- 1950年（昭和25年）5月3日 - 東葛飾郡野田町、梅郷村および七福村と合併し野田市を新設する。